# عبد اللطيف معزوز
عبد اللطيف معزوز (بالفرنسية: Abdellatif Maâzouz)‏ ولد في 18 أغسطس 1954 بمدينة صفرو المغربية وهو سياسي مغربي تم تعيينه في 3 يناير 2012، وزيرا منتدبا لدى رئيس الحكومة المكلف بالمغاربة المقيمين في الخارج في حكومة بنكيران.
كما يشغل حاليا منصب رئيس جهة الدار البيضاء- سطات.

## السيرة الذاتية
حاز عبد اللطيف معزوز على الإجازة في العلوم الإقتصادية من جامعة سيدي محمد بن عبد الله بفاس سنة 1978 فضلا عن شهادة الميتريز في العلوم الإقتصادية، تخصص اقتصاد المقاولات بتولوز سنة 1979.
وحصل كذلك على دبلوم الدراسات المعمقة في اقتصاد الإنتاج وتدبير الهيئات المنتجة بتولوز سنة 1980، كما أنه حاصل على دبلوم الدراسات العليا المتخصصة من المعهد التحضيري في مجال الأعمال بتولوز سنة 1981.
وعاما بعد ذلك حصل على دكتوراة السلك الثالث في علوم التدبير من جامعة العلوم الإجتماعية بتولوز، وفي عام 2000 على دكتوراة الدولة في العلوم الاقتصادية من جامعة الحسن الثاني بالدار البيضاء.
وشغل معزوز في فبراير 2006 منصب المدير العام لدار الصانع، وهي مؤسسة عمومية مكلفة بإنعاش الصناعة التقليدية بالمغرب.
وشغل ما بين 2003 و2006، منصب مستشار لدى الوكالة الأمريكية للتنمية الدولية في مجال التنمية الإقليمية وإنعاش الاستثمارات في إطار مشروع دعم المراكز الجهوية للإستثمار وبمديرية الإستثمارات.
كما تقلد ما بين 1998 و2003، منصب مدير التنمية وعضو اللجنة العلمية بالمركز المغربي للظرفية، وشغل ما بين 1986 و1998، منصب مدير مالي ثم مدير عام مساعد بمجموعة ريزو تربية ومابين 1983 و1986 كان إطارا بمديرية التنمية ببنك التجاري وفا بنك.
وكان قد عمل من 1982 حتى 2006، أستاذا للتعليم العالي في كلية الحقوق والعلوم الاقتصادية في جامعة الحسن الثاني بالدار البيضاء. وفي عام 2000 كان أستاذا مشاركا في دورة الإدارة العليا بالمعهد العالي للتجارة وإدارة المقاولات.
وفي 12 يونيو 2009، تم انتخابه في الانتخابات البلدية بصفرو.
ومن 3 يناير 2012، أصبح وزير منتدب لدى الرئيس الحكومة، مكلف بالمقيمين في الخارج.

## التوشيحات
في فبراير 2007 تم توشيحه من قبل الملك محمد السادس بوسام الاستحقاق الوطني.